# Nomada villosa
Nomada villosa ist eine Biene aus der Familie der Apidae. Die Art ähnelt Nomada striata und Nomada symphyti.

## Merkmale
Die Bienen haben eine Körperlänge von 10 bis 12 Millimeter. Der Kopf und Thorax der Weibchen ist schwarz und ist rot gezeichnet. Die Tergite sind rot, basal ist das erste und gelegentlich auch die übrigen schwarz. Das zweite, dritte und fünfte ist gelb gefleckt. Die Mandibeln sind stumpf. Das Labrum ist rot und hat vor der Mitte ein Zähnchen. Das dritte Fühlerglied ist deutlich kürzer als das vierte. Die Grate zwischen den punktförmigen Strukturen am Mesonotum sind kantig. Das stark gehöckerte Schildchen (Scutellum) ist rot und dicht punktförmig strukturiert. Das Propodeum ist mit langen weißen Haaren versehen. Die Schienen (Tibien) der Hinterbeine sind am Ende stumpf und tragen ungefähr fünf kräftige, dunkle Dörnchen.

## Vorkommen und Lebensweise
Die Art ist in Mittel- und Nordeuropa verbreitet. Die Tiere fliegen von Anfang April bis Mitte Juli. Sie parasitieren Andrena lathyri.

## Belege
Felix Amiet, M. Herrmann, A. Müller, R. Neumeyer: Fauna Helvetica 20: Apidae 5. Centre Suisse de Cartographie de la Faune, 2007, ISBN 978-2-88414-032-4.